# Noggrannhetsförlust
Noggrannhetsförlust, eller kancellation, är en typ av beräkningsfel, en noggrannhetsförlust som inträffar då två nästan lika tal som har fel subtraheras och kan uppstå på grund av avrundningar eller från fel i indata. Detta beror på att närmevärdet blir litet och att felen i de två talen adderas, man får alltså ett stort relativt fel.
Noggrannhetsförlust kan ske när datorer arbetar med flyttal då de ibland måste avrundas och således introducerar fel i talen. För att reducera förlusten av signifikanta siffror beroende på kancellation är det ibland möjligt att omformulera beräkningsuttrycken, genom så kallad omskrivning.

## Exempel
När man ska beräkna {\displaystyle 1-\cos(x)} för små x så gäller att {\displaystyle \cos(x)\approx 1}. Dessutom kan inte {\displaystyle \cos x} beräknas exakt, vilket ger ett fel och alltså kancellation.
Det finns tre typer av omskrivningar för att undvika kancellation, i detta fall kan alla tre appliceras:
1. Serieutveckling
{\displaystyle 1-\cos(x)=1-(1-{x^{2} \over 2!}+{x^{4} \over 4!}-...)={x^{2} \over 2}-{x^{4} \over 24}}
Förlängning med konjugatet[särskiljning behövs]
{\displaystyle 1-\cos(x)={(1-\cos x)(1+\cos x) \over (1+\cos x)}={1-\cos ^{2}x \over 1+\cos x}={\sin ^{2}x \over 1+\cos x}}
Trigonometrisk formel
{\displaystyle 1-\cos(x)=2\sin ^{2}{x \over 2}}